# Ferwerderadiel
Ferwerderadiel (en néerlandais : Ferwerderadeel) est une ancienne commune néerlandaise située dans la province de Frise. Le 1er janvier 2019, Elle est supprimée et fusionnée avec Dongeradeel et Kollumerland en Nieuwkruisland pour former la commune de Noardeast-Fryslân.

## Langue
La langue officielle de la commune étant le frison, tous les villages de la commune portent officiellement un nom dans cette langue. Les noms néerlandais sont considérés comme des exonymes.